# Septoria senecionis-silvaticae
Septoria senecionis-silvaticae är en svampart som beskrevs av P. Syd. 1899. Septoria senecionis-silvaticae ingår i släktet Septoria och familjen Mycosphaerellaceae.   Inga underarter finns listade i Catalogue of Life.